# Torneio Internacional Zé Dú de 2015
O Torneio internacional “Zé Dú” de  hóquei em patins  visa homenagear o Presidente da República de Angola, José Eduardo dos Santos. Realizou-se de 21 a 23 de agosto, no pavilhão Multiuso da Cidadela, em Luanda, o 14.º Troféu Internacional de Hóquei em Patins, denominado "Troféu José Eduardo dos Santos".

## 1ª Jornada
| 1º de Agosto Sub-23 | 2 | Sport Lisboa e Benfica Sub-20 | 3 |
| Angola Sub-20       | 0 | Sporting C. P. Sub-20         | 2 |
| ------------------- | - | ----------------------------- | - |

## 2ª Jornada
| Angola Sub-20         | 3 | 1º de Agosto Sub-23           | 4 |
| Sporting C. P. Sub-20 | 4 | Sport Lisboa e Benfica Sub-20 | 7 |
| --------------------- | - | ----------------------------- | - |

## 3ª Jornada
| Sporting C.P. Sub-20 | 2 | 1º de Agosto Sub-23           | 4 |
| Angola Sub-20        | 1 | Sport Lisboa e Benfica Sub-20 | 4 |
| -------------------- | - | ----------------------------- | - |

### Classificação
| Team                          | Pld | W | D | L | GF | GA | GD | Pts |
| ----------------------------- | --- | - | - | - | -- | -- | -- | --- |
| Sport Lisboa e Benfica Sub-20 | 3   | 3 | 0 | 0 | 14 | 7  | +7 | 9   |
| 1º de Agosto Sub-23           | 3   | 2 | 0 | 1 | 10 | 8  | +2 | 6   |
| Sporting C. P. Sub-20         | 3   | 1 | 0 | 2 | 8  | 11 | −3 | 3   |
| Angola Sub-20                 | 3   | 0 | 0 | 3 | 4  | 10 | −6 | 0   |

## Ligações Externas
- FAP